# Hadena clavisigna
Hadena clavisigna är en fjärilsart som beskrevs av George Francis Hampson. Hadena clavisigna ingår i släktet Hadena och familjen nattflyn. Inga underarter finns listade i Catalogue of Life.